# Ceuthophilus silvestris
Ceuthophilus silvestris is een rechtvleugelig insect uit de familie grottensprinkhanen (Rhaphidophoridae). De wetenschappelijke naam van deze soort is voor het eerst geldig gepubliceerd in 1886 door Bruner.